# Насирдин
Насирдин (кирг. Насирдин) — село в Кара-Кульджинском районе Ошской области Кыргызстана. Входит в состав Карагузского айылного аймака.

## География
Село расположено в северо-восточной части области, на берегах реки Кара-Туз (левый приток реки Тар), на расстоянии приблизительно 10 километров (по прямой) к юго-западу от села Кара-Кульджа, административного центра района.

## Население
Согласно оценочным данным Национального статистического комитета Кыргызской Республики, численность населения села на начало 2023 года составляла 457 человек.
| год     | 2009 | 2014 | 2015 | 2020 | 2021 | 2023 |
| ------- | ---- | ---- | ---- | ---- | ---- | ---- |
| человек | 446  | 480  | 482  | 487  | 497  | 457  |